# Glyptodontopelta
Glyptodontopelta („štít podobný tomu u glyptodona“) byl rod obrněného ptakopánvého dinosaura z čeledi Nodosauridae, jež zahrnuje jediný popsaný druh (G. mimus).

## Popis
Fosilie tohoto čtvernohého býložravce jsou známy z období pozdní svrchní křídy (geologický stupeň maastricht, stáří kolem 69 až 66 miliony let). Fosilní pozůstatky tohoto dinosaura byly objeveny na území Nového Mexika (USA) v sedimentech souvrství Ojo Alamo a popsány Tracym L. Fordem v roce 2000. Holotyp nese označení USNM 8610 a jedná se pouze o fragmenty tělního pancíře. Původně byl tento taxon považován za nomen dubium, dnes je však obvykle označován za platný druh nodosaurida. Tento obrněný dinosaurus byl jedním z posledních žijících druhohorních dinosaurů.

## Systematika
Blízkými příbuznými tohoto druhu byly zřejmě rody Edmontonia a Invictarx. K přesnějšímu zařazení však nemáme dostatek fosilního materiálu.